# Onychothemis tonkinensis
Onychothemis tonkinensis – gatunek ważki z rodziny ważkowatych (Libellulidae). Opisał go René Martin w 1904 roku, a jako miejsce typowe wskazał Tonkin (północny Wietnam). Występuje także w południowych Chinach (w prowincjach Guangdong i Hajnan oraz w regionie autonomicznym Kuangsi) i na Tajwanie. Martin sądził, że może to być podgatunek Onychothemis abnormis; później niektórzy autorzy traktowali ten takson jako podgatunek Onychothemis testacea.